# Storsveden
Storsveden är en småort i Gnarps socken i Nordanstigs kommun, Gävleborgs län.